# Zdeňka Veřmiřovská
Zdeňka Veřmiřovská (ur. 27 czerwca 1913 w Kopřivnicach, zm. 13 maja 1997 w Pradze) – czeska gimnastyczka. W barwach Czechosłowacji dwukrotna medalistka olimpijska.
Brała udział w dwóch igrzyskach przedzielonych wojną (IO 36, IO 48), na obu zdobywała medale w rywalizacji drużynowej. W 1936 drużyna czechosłowacka zajęła drugie miejsce, dwanaście lat później triumfowała. Była medalistką mistrzostw świata. W drużynie triumfowała w 1934 i 1938. Indywidualnie była druga w wieloboju w 1938.